# Official IRA
L'Official Irish Republican Army (lett. Esercito Repubblicano Irlandese Ufficiale), anche chiamata Official IRA, è stata un'organizzazione paramilitare aderente al repubblicanesimo irlandese e al marxismo-leninismo, il cui obiettivo era creare una repubblica irlandese dei lavoratori di 32 contee.

## Storia
L'organizzazione è emersa da una spaccatura dell'Irish Republican Army nel dicembre del 1969, poco dopo l'inizio dei "Troubles". L'altro gruppo emerso da questa divisione è stato la Provisional IRA. Entrambi i gruppi hanno continuato a riferirsi a se stessi come al vero Esercito Repubblicano Irlandese non riconoscendosi a vicenda. L'Official IRA è stata impegnata in azioni militari contro l'esercito britannico fino al maggio del 1972. Da allora è stata coinvolta in faide sia con la Provisional IRA sia con l'Irish National Liberation Army, un gruppo scissionista nato nel 1974

### Smantellamento
Nel mese di ottobre 2009, dopo un lungo periodo di inattività, l'Official IRA iniziò i colloqui con il generale John de Chastelain, presidente della Commissione internazionale indipendente per il disarmo, al fine di eliminare le sue scorte di armi, e nel febbraio 2010 la base ufficiale del Movimento repubblicano annunciò che il processo era completo. Ciò venne confermato dalla International Independent Commission on Decommissioning l'8 febbraio 2010. Il disarmo è stato completato nello stesso tempo anche dall'INLA e dalla South East Antrim Brigade facente parte dell'UDA.

### Persone uccise dall'Official IRA
Secondo la banca dati degli omicidi Sutton e al CAIN dell'Università dell'Ulster, l'Official IRA fu responsabile di 52 omicidi durante i Troubles. Ventitré delle sue vittime erano civili, 17 erano membri delle forze di sicurezza britanniche, 11 erano paramilitari repubblicani (tra cui tre suoi membri) e uno era un paramilitare lealista.